# Nikki Rhodes
Pour les articles homonymes, voir Rhodes (homonymie).
Nikki Rhodes (née le 20 janvier 1982 à Simi Valley en Californie) est une actrice pornographique américaine rousse, aussi connue sous les noms d'emprunt Nikki Rose, Nikki Roze et Nikki Coxxx. Elle commence sa carrière en 2006 à l'âge de 24 ans et est apparue dans 117 films.

## Biographie
Nikki Rhodes est née Nicole Stevenson et a grandi en Californie à Palmdale, Lancaster, Littlerock et dans d'autres endroits de la vallée d'Antelope.
Elle s'identifie comme bisexuelle.

## Filmographie sélective
- 2014 : Smells Like Teen Pussy
- 2013 : Best Way Is A 3 Way
- 2012 : Lesbian Spotlight: Faye Reagan
- 2011 : Lesbian Spotlight: Nikki Rhodes
- 2010 : Girl Games 1
- 2009 : Girlvana 5
- 2009 : Mother-Daughter Exchange Club 7
- 2009 : Road Queen 12
- 2009 : Road Queen 10
- 2008 : Girlvana 4
- 2007 : Bitch Banging Bitch 2
- 2006 : Intimate Invitation 3

## Récompenses
- AVN Award en 2009 dans la catégorie Most Outrageous Sex Scene dans le Night of the Giving Head[3]